# María Ana de Habsburgo
María Ana de Austria (en alemán, Maria Anna von Österreich; Graz, 3 de enero de 1610-Múnich, 25 de septiembre de 1665) fue hija del emperador Fernando II del Sacro Imperio Romano Germánico y de su esposa, la princesa María Ana de Baviera. Por lo tanto, era hermana del emperador Fernando III, debido a ello también era tía del emperador Leopoldo I y de Mariana de Austria (segunda esposa del rey Felipe IV de España y madre del rey Carlos II de España).

## Primeros años
María Ana, que tenía una especial afición por la caza, fue criada estrictamente católica por los jesuitas. Fue considerada de gran belleza y se certificaron cualidades como la inteligencia, el estilo de vida ordenado y la moderación. Además de su lengua materna, la archiduquesa también hablaba italiano con fluidez.

## Matrimonio
El 15 de julio de 1635 con 25 años, se casó en Viena con Maximiliano I, duque y elector de Baviera, el cual tenía 62 años y se había quedado viudo ese mismo año de su primera esposa, la princesa Isabel Renata de Lorena. Su decisión de un nuevo y rápido matrimonio se debía a que no tenía herederos varones, lo que se solucionó pronto. El matrimonio fue realizado por el obispo de Olomouc, Francisco Seraph de Dietrichstein. Durante las negociaciones sobre el contrato de matrimonio, el emperador Fernando II hizo la concesión de que María Ana no renunciaría a su herencia, lo que le otorgaba un derecho de herencia conjunta si los descendientes varones de Fernando II murieran. Por la dote de 250.000 florines, se le entregaron a María Ana Stadt y Schloss Wasserburg, así como los tribunales y se aseguraron mercados regionales de Kraiburg y Neumarkt. María Ana iba a recibir a Burg Trausnitz, cerca de Landshut, como residencia de viuda.
El matrimonio con María Ana no solo estuvo asociado a la esperanza del nacimiento de un príncipe hereditario, sino también a una manifestación política de Maximiliano como un giro a la familia imperial contra Francia, que acababa de iniciar una guerra contra el imperio. Sin embargo, la conexión más tarde jugó solo un papel subordinado en las relaciones entre Austria y Baviera.

## Electora de Baviera

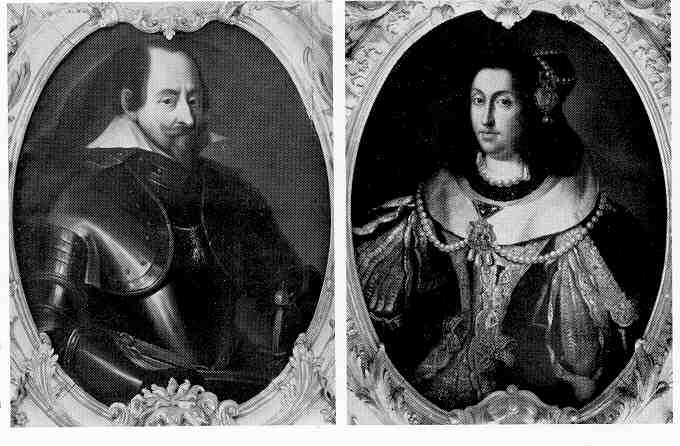
María Ana con su esposo Maximiliano I, expuesto en la Residencia de Múnich.

A pesar de la gran diferencia de edad, el matrimonio resultó muy feliz y Maximiliano cuidó con amor a su esposa. Durante el primer embarazo de María Ana, la pareja hizo una peregrinación a Andechs para rezar por un feliz nacimiento. El primogénito, Fernando María, recibió su nombre de su padrino, el padre de María Ana, el emperador Fernando II. El nacimiento la había debilitado tanto que perdió la capacidad de hablar. Se dice que la curación se aceleró con la ayuda de las reliquias de San Francisco de Paula, por lo que Maximiliano donó un monasterio a este santo en Neunburg vorm Wald.
Los cónyuges se complementaron muy bien en carácter, estilo de vida y gobierno. Maximiliano era muy religioso, culto y adoptó una posición realista sobre cuestiones políticas. María Ana era una mujer capaz, bien educada y enérgica, ahorrativa y con experiencia en asuntos económicos, pero que mostraba una actitud más mundana que su marido. Apoyó a su marido en los asuntos gubernamentales y mostró interés en la política del electorado. También asistió personalmente a las reuniones del Consejo de Ministros. Con su hermano, el emperador Fernando III, llevó a cabo una extensa correspondencia familiar pero también política, representando el punto de vista bávaro. Pero la electora también mantuvo una extensa correspondencia con numerosos funcionarios judiciales.
María Ana era una mujer muy inteligente, enérgica y decidida, siempre estuvo interesada en los asuntos políticos que la rodeaban, a diferencia de la primera esposa de Maximiliano. Una vez que se convirtió en electora bávara, no se comportó según la política de los Habsburgo, sino que apoyó totalmente la causa de los Wittelsbach, colaborando activamente con su marido y logrando numerosos acuerdos con los personeros de gobierno.
Después de la conquista francesa de Philippsburg en 1644, María Ana instó a su hermano, Leopoldo Guillermo, que había sido comandante en jefe del Ejército Imperial desde 1639, a negociar la paz en nombre de su esposo. Poco antes de su muerte en 1650, Maximiliano escribió la Información fiel para su esposa y así le dio una guía para su futuro gobierno de custodia.

## Viudez y regencia
Cuando Maximiliano I escribió su testamento en 1641, María Ana reclamó el derecho a firmar conjuntamente en asuntos estatales para el eventual reinado de su hijo. Según la Bula de Oro, las mujeres fueron excluidas del cargo de administrador en Baviera y Sajonia. Sin el conocimiento de su esposo, ella encargó un informe pericial y finalmente recibió el decreto correspondiente en el testamento de Maximiliano. Después de la muerte de Maximiliano en 1651, su hijo Fernando María se convirtió en elector de Baviera. María Ana era la gobernante de su primogénito en la Sajonia imperial y electoral, así como en asuntos judiciales, de cámara y otros asuntos nacionales. Además de Presidenta de la Sala del Tribunal Mändl también fue miembro del Consejo Administrativo, que trabajó hasta que el elector cumplió la mayoría de edad en 1654.
Con motivo de la elección del rey de Alemania en 1653, María Ana defendió a su sobrino, Fernando. En la próxima elección del emperador alemán en 1658, el Cardenal Mazarino, que representaba los intereses del rey Luis XIV de Francia, defendió la solicitud de Fernando María; María Ana, en cambio, votó por su sobrino Leopoldo, quien de hecho sucedió a su padre, Fernando III. También hubo un contraste significativo entre la madre de elector estricta y tradicionalmente inclinada a los valores y su nuera, Enriqueta Adelaida de Saboya, quien estaba orientada hacia la nueva cultura italiana y amaba la música y la danza, que se casó con su hijo en 1652 y fue el jefe del partido francés en la corte de Múnich.

## Últimos años

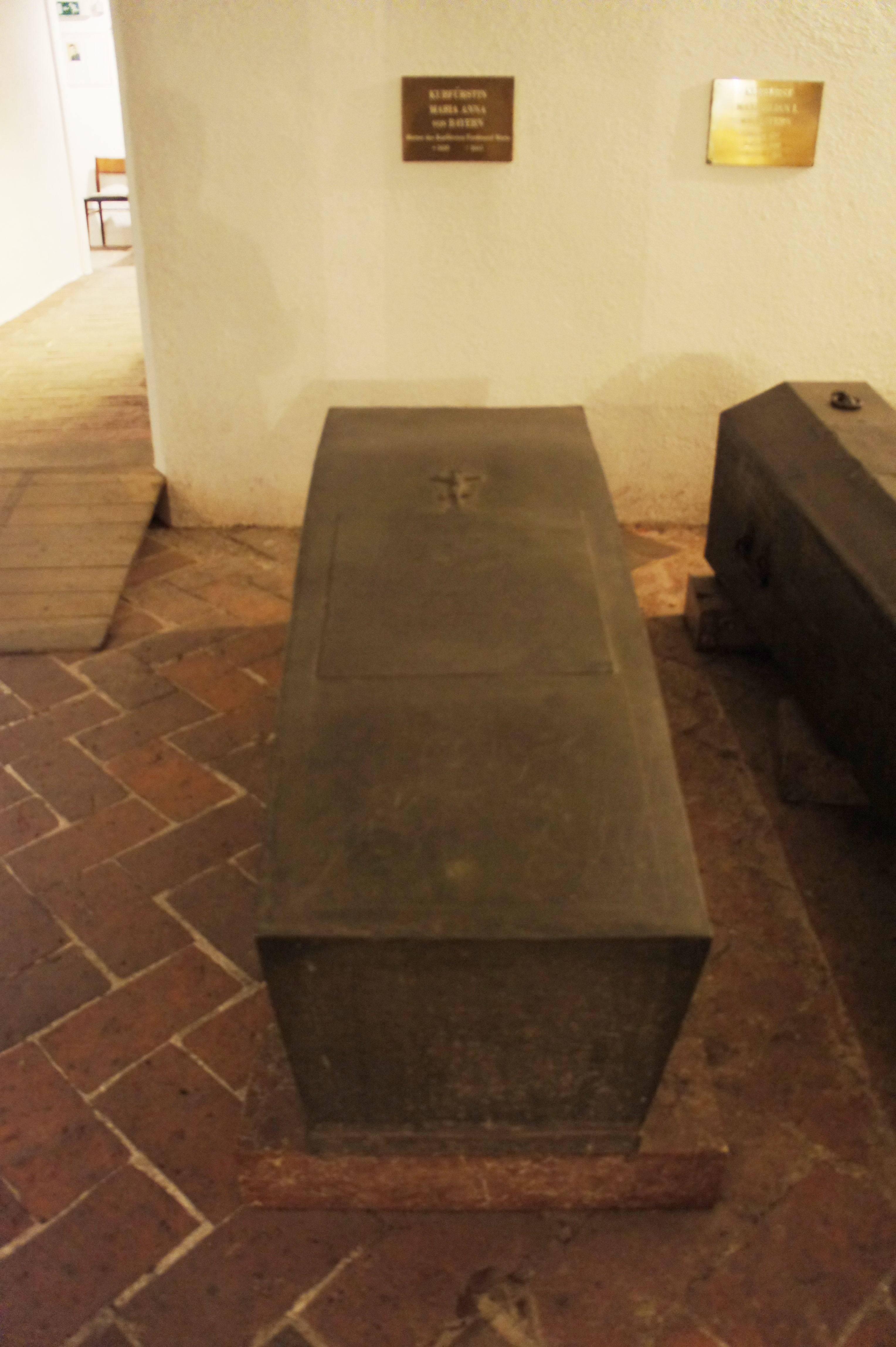
Tumba de María Ana en la Cripta de San Miguel en Múnich.

En 1664 María Ana, que seguía siendo consejera de su hijo incluso después de que el reinado había terminado, sugirió que el electorado se colocara bajo el patrocinio de San José. Fue partidaria de la ópera italiana en Múnich, actuó como patrona de varios artistas visuales, entre ellos Nicolás Prugger, y logró en 1662 que apareciera la tercera y última parte de los Annales Boicae Gentis del jesuita Juan Vervaux.
Después de la muerte de su esposo, María Ana vivió en la propiedad de la viuda, la parte más al suroeste de la Residencia de Múnich en Vorderen Schwabinger Gasse, la actual Residenzstrasse. Hasta su muerte fue miembro del Consejo Privado, el organismo gubernamental más alto, donde no tenía derecho a voto. Fue enterrada en la Iglesia de San Miguel de Múnich, mientras que su corazón descansa en la Capilla de Nuestra Señora de Altötting.

## Ancestros
|  |                                                             |  |  |  |  |  |  |  |  |  |  |  |  |  |  |  |
|  | 16. Felipe I de Castilla                                    |  |  |  |  |  |  |  |  |  |  |  |  |  |  |  |
|  |                                                             |  |  |  |  |  |  |  |  |  |  |  |  |  |  |  |
|  |                                                             |  |  |  |  |  |  |  |  |  |  |  |  |  |  |  |
|  | 8. Fernando I del Sacro Imperio Romano Germánico            |  |  |  |  |  |  |  |  |  |  |  |  |  |  |  |
|  |                                                             |  |  |  |  |  |  |  |  |  |  |  |  |  |  |  |
|  |                                                             |  |  |  |  |  |  |  |  |  |  |  |  |  |  |  |
|  | 17. Juana I de Castilla                                     |  |  |  |  |  |  |  |  |  |  |  |  |  |  |  |
|  |                                                             |  |  |  |  |  |  |  |  |  |  |  |  |  |  |  |
|  |                                                             |  |  |  |  |  |  |  |  |  |  |  |  |  |  |  |
|  | 4. Carlos II de Estiria                                     |  |  |  |  |  |  |  |  |  |  |  |  |  |  |  |
|  |                                                             |  |  |  |  |  |  |  |  |  |  |  |  |  |  |  |
|  |                                                             |  |  |  |  |  |  |  |  |  |  |  |  |  |  |  |
|  | 18. Vladislao II de Hungría y Bohemia                       |  |  |  |  |  |  |  |  |  |  |  |  |  |  |  |
|  |                                                             |  |  |  |  |  |  |  |  |  |  |  |  |  |  |  |
|  |                                                             |  |  |  |  |  |  |  |  |  |  |  |  |  |  |  |
|  | 9. Ana Jagellón de Hungría y Bohemia                        |  |  |  |  |  |  |  |  |  |  |  |  |  |  |  |
|  |                                                             |  |  |  |  |  |  |  |  |  |  |  |  |  |  |  |
|  |                                                             |  |  |  |  |  |  |  |  |  |  |  |  |  |  |  |
|  | 19. Ana de Foix-Candale                                     |  |  |  |  |  |  |  |  |  |  |  |  |  |  |  |
|  |                                                             |  |  |  |  |  |  |  |  |  |  |  |  |  |  |  |
|  |                                                             |  |  |  |  |  |  |  |  |  |  |  |  |  |  |  |
|  | 2. Fernando II del Sacro Imperio Romano Germánico           |  |  |  |  |  |  |  |  |  |  |  |  |  |  |  |
|  |                                                             |  |  |  |  |  |  |  |  |  |  |  |  |  |  |  |
|  |                                                             |  |  |  |  |  |  |  |  |  |  |  |  |  |  |  |
|  | 20. Guillermo IV de Baviera                                 |  |  |  |  |  |  |  |  |  |  |  |  |  |  |  |
|  |                                                             |  |  |  |  |  |  |  |  |  |  |  |  |  |  |  |
|  |                                                             |  |  |  |  |  |  |  |  |  |  |  |  |  |  |  |
|  | 10. Alberto V de Baviera (= 12)                             |  |  |  |  |  |  |  |  |  |  |  |  |  |  |  |
|  |                                                             |  |  |  |  |  |  |  |  |  |  |  |  |  |  |  |
|  |                                                             |  |  |  |  |  |  |  |  |  |  |  |  |  |  |  |
|  | 21. María Jacoba de Baden-Sponheim                          |  |  |  |  |  |  |  |  |  |  |  |  |  |  |  |
|  |                                                             |  |  |  |  |  |  |  |  |  |  |  |  |  |  |  |
|  |                                                             |  |  |  |  |  |  |  |  |  |  |  |  |  |  |  |
|  | 5. María Ana de Baviera                                     |  |  |  |  |  |  |  |  |  |  |  |  |  |  |  |
|  |                                                             |  |  |  |  |  |  |  |  |  |  |  |  |  |  |  |
|  |                                                             |  |  |  |  |  |  |  |  |  |  |  |  |  |  |  |
|  | 22. Fernando I del Sacro Imperio Romano Germánico (= 8)     |  |  |  |  |  |  |  |  |  |  |  |  |  |  |  |
|  |                                                             |  |  |  |  |  |  |  |  |  |  |  |  |  |  |  |
|  |                                                             |  |  |  |  |  |  |  |  |  |  |  |  |  |  |  |
|  | 11. Ana de Habsburgo-Jagellón (= 13)                        |  |  |  |  |  |  |  |  |  |  |  |  |  |  |  |
|  |                                                             |  |  |  |  |  |  |  |  |  |  |  |  |  |  |  |
|  |                                                             |  |  |  |  |  |  |  |  |  |  |  |  |  |  |  |
|  | 23. Ana Jagellón de Hungría y Bohemia (= 9)                 |  |  |  |  |  |  |  |  |  |  |  |  |  |  |  |
|  |                                                             |  |  |  |  |  |  |  |  |  |  |  |  |  |  |  |
|  |                                                             |  |  |  |  |  |  |  |  |  |  |  |  |  |  |  |
|  | 1. María Ana de Austria                                     |  |  |  |  |  |  |  |  |  |  |  |  |  |  |  |
|  |                                                             |  |  |  |  |  |  |  |  |  |  |  |  |  |  |  |
|  |                                                             |  |  |  |  |  |  |  |  |  |  |  |  |  |  |  |
|  | 24. Guillermo IV de Baviera (= 20)                          |  |  |  |  |  |  |  |  |  |  |  |  |  |  |  |
|  |                                                             |  |  |  |  |  |  |  |  |  |  |  |  |  |  |  |
|  |                                                             |  |  |  |  |  |  |  |  |  |  |  |  |  |  |  |
|  | 12. Alberto V de Baviera (= 10)                             |  |  |  |  |  |  |  |  |  |  |  |  |  |  |  |
|  |                                                             |  |  |  |  |  |  |  |  |  |  |  |  |  |  |  |
|  |                                                             |  |  |  |  |  |  |  |  |  |  |  |  |  |  |  |
|  | 25. María Jacoba de Baden-Sponheim (= 21)                   |  |  |  |  |  |  |  |  |  |  |  |  |  |  |  |
|  |                                                             |  |  |  |  |  |  |  |  |  |  |  |  |  |  |  |
|  |                                                             |  |  |  |  |  |  |  |  |  |  |  |  |  |  |  |
|  | 6. Guillermo V de Baviera                                   |  |  |  |  |  |  |  |  |  |  |  |  |  |  |  |
|  |                                                             |  |  |  |  |  |  |  |  |  |  |  |  |  |  |  |
|  |                                                             |  |  |  |  |  |  |  |  |  |  |  |  |  |  |  |
|  | 26. Fernando I del Sacro Imperio Romano Germánico (= 8, 22) |  |  |  |  |  |  |  |  |  |  |  |  |  |  |  |
|  |                                                             |  |  |  |  |  |  |  |  |  |  |  |  |  |  |  |
|  |                                                             |  |  |  |  |  |  |  |  |  |  |  |  |  |  |  |
|  | 13. Ana de Habsburgo-Jagellón (= 11)                        |  |  |  |  |  |  |  |  |  |  |  |  |  |  |  |
|  |                                                             |  |  |  |  |  |  |  |  |  |  |  |  |  |  |  |
|  |                                                             |  |  |  |  |  |  |  |  |  |  |  |  |  |  |  |
|  | 27. Ana Jagellón de Hungría y Bohemia (= 9, 23)             |  |  |  |  |  |  |  |  |  |  |  |  |  |  |  |
|  |                                                             |  |  |  |  |  |  |  |  |  |  |  |  |  |  |  |
|  |                                                             |  |  |  |  |  |  |  |  |  |  |  |  |  |  |  |
|  | 3. María Ana de Baviera                                     |  |  |  |  |  |  |  |  |  |  |  |  |  |  |  |
|  |                                                             |  |  |  |  |  |  |  |  |  |  |  |  |  |  |  |
|  |                                                             |  |  |  |  |  |  |  |  |  |  |  |  |  |  |  |
|  | 28. Antonio de Lorena                                       |  |  |  |  |  |  |  |  |  |  |  |  |  |  |  |
|  |                                                             |  |  |  |  |  |  |  |  |  |  |  |  |  |  |  |
|  |                                                             |  |  |  |  |  |  |  |  |  |  |  |  |  |  |  |
|  | 14. Francisco I de Lorena                                   |  |  |  |  |  |  |  |  |  |  |  |  |  |  |  |
|  |                                                             |  |  |  |  |  |  |  |  |  |  |  |  |  |  |  |
|  |                                                             |  |  |  |  |  |  |  |  |  |  |  |  |  |  |  |
|  | 29. Renata de Borbón-Montpensier                            |  |  |  |  |  |  |  |  |  |  |  |  |  |  |  |
|  |                                                             |  |  |  |  |  |  |  |  |  |  |  |  |  |  |  |
|  |                                                             |  |  |  |  |  |  |  |  |  |  |  |  |  |  |  |
|  | 7. Renata de Lorena                                         |  |  |  |  |  |  |  |  |  |  |  |  |  |  |  |
|  |                                                             |  |  |  |  |  |  |  |  |  |  |  |  |  |  |  |
|  |                                                             |  |  |  |  |  |  |  |  |  |  |  |  |  |  |  |
|  | 30. Cristián II de Dinamarca                                |  |  |  |  |  |  |  |  |  |  |  |  |  |  |  |
|  |                                                             |  |  |  |  |  |  |  |  |  |  |  |  |  |  |  |
|  |                                                             |  |  |  |  |  |  |  |  |  |  |  |  |  |  |  |
|  | 15. Cristina de Dinamarca                                   |  |  |  |  |  |  |  |  |  |  |  |  |  |  |  |
|  |                                                             |  |  |  |  |  |  |  |  |  |  |  |  |  |  |  |
|  |                                                             |  |  |  |  |  |  |  |  |  |  |  |  |  |  |  |
|  | 31. Isabel de Austria                                       |  |  |  |  |  |  |  |  |  |  |  |  |  |  |  |
|  |                                                             |  |  |  |  |  |  |  |  |  |  |  |  |  |  |  |
|  |                                                             |  |  |  |  |  |  |  |  |  |  |  |  |  |  |  |